# Tokowisko
Tokowisko – teren tzw. toków, czyli godów wielu gatunków ptaków, zwłaszcza głuszców lub cietrzewi. Termin ten czasem stosuje się (zamiennie z tokami) na określenie okresu godowego tych ptaków.